# 멋진 탐정 라비린스
멋진 탐정 라비린스(素敵探偵☆ラビリンス)는 만죠 메이토(원작), 와카야마 세이지(원안)의 오컬트 탐정 만화로 매거진 스페셜에서 출판된 만화 시리즈이다. 2007년에 리메이크된 애니메이션 시리즈는 TV 도쿄를 통해 일본에서 방영되었다.

## 개요
사건의 배경은 지금으로부터 30년 후 대지진으로 인해 수도로의 기능이 정지된 채 폐허가 된 도쿄. 사람들이 새로 정착한 신도 지역과는 달리 버려진 도시가 된 구도 지역은 인간의 인지 능력을 초월한 괴이한 사건들이 빈발하고 있었고, 사람들은 이를 묶어 '환몽 사건'이라 부르고 있었다. 주인공 소년인 마유키는
11세임에도 불구하고 환몽 사건을 해결하기 위해 자신이 가지고 있는 특수한 능력과 주변의 도움으로 어려운 사건을 해결해 나간다.
제목에 '탐정'이란 표현이 들어가 있지만 '탐정학원 Q'같은 정통 추리물처럼 치밀한 트릭에 의존하는 대신 오컬트적 요소가 들어간 판타지 수사물에 해당하기 때문에 주인공과 사건 주동자 간의 두뇌싸움 보다는 주인공이 '환몽 사건'을 해결하면서 심리적으로 각성해 나가며 친구들과 친밀해 지는 과정에 중점을 두는 캐릭터물로서 이 작품을 대해야 한다. 한편 애니메이션의 내용은 원작 만화의 1권부터 6권까지의 내용으로 구성되어 있다.

## 줄거리
대붕괴라 불리는 거대 지진으로 인해 황폐화된 구도에서 '환몽 사건'이 일어나는 가운데 11세 소년 마유키의 제보를 수상하게 여긴 토마루 경부가 마유키네 집을 방문하고 마유키가 학교에 입한 것을 계기로 '환몽 사건'이라 불리는 괴사건의 주동자인 세이쥬는 사건의 규모를 키워 자신의 목적을 달성하고자 한다. 하지만 토마루 경부와 마유키의 학급 친구들의 도움으로 사건이 해결되고 세이쥬의 목적을 눈치챈 집사 세이란은 절치부심하며 마유키 일행을 바라본다. 한편 마유키는 자신의 주변에서 일어나는 괴사건(일명 '환몽 사건')의 정체에 대한 의구심으로 자신의 능력을 바라보기 시작한다.